# Larry Page
Lawrence Edward „Larry“ Page (* 26. března 1973) je americký podnikatel, který je spolu se Sergeyem Brinem spoluzakladatelem společnosti Google, která provozuje stejnojmenný fulltextový vyhledávač a spoustu dalších převážně web aplikací. Během studií Ph.D. v oblasti počítačů na Stanfordově univerzitě se seznámil se Sergeyem Brinem a spolu v roce 1998 založili vyhledávač Google. Ten na základě provázanosti webových stránek počítal tzv. PageRank, který udává „důležitost“ jednotlivých stránek na Internetu. Aktuálně je Larry prezidentem přes produkty společností Google a jeho jmění je odhadováno na 140 miliard dolarů (částka výrazně závisí na pohybu cen akcií).

## Mládí a studia
Narodil se v East Lansingu v Michiganu. Jeho matka je židovka, ale byl vychován bez náboženské víry. Jeho otec, Carl Vincent Page, získal doktorský titul v oboru počítačových věd v roce 1965 a byl považován za „průkopníka v informatice a umělé inteligenci“. Byl profesorem počítačových věd na Michiganské Universitě a Pageova matka, Gloria, byla instruktorka v programování.
Page byl vášnivým čtenářem již během jeho mládí. V rozhovoru zmiňuje: „Vzpomínám si, že jsem trávil obrovské množství času zíráním do knih a časopisů.“ Page také hrál na saxofon a během dospívání studoval hudební kompozici. Page uvedl, že jeho hudební vzdělání inspirovalo jeho netrpělivost a posedlost rychlostí v počítači. „Když se nad tím zamyslíte z hudebního hlediska, pokud jste bubeník, musíte do něčeho udeřit, to se musí dít v milisekundách, zlomky sekundy. Čas je primární věc“
Page přišel poprvé do kontaktu s počítačem, když mu bylo šest let. Stal se prvním dítětem na své základní škole, který vypracoval domácí úkoly v textovém editoru. V rozhovoru prozradil, že: „Od útlého věku jsem si uvědomil, že chci vymýšlet věci. Tak jsem se opravdu začal zajímat o technologie a podnikání. Zhruba v době, kdy mi bylo 12, jsem věděl, že chci nakonec založit společnost.“
Larry Page studoval na Montessoriovské škole v Okemosu, v letech 1975 až 1979 a následně vystudoval střední školu v East Lansing v roce 1991. Zatímco studoval na střední škole, navštěvoval dva roky centrum pro umělce jako saxofonista.
S vyznamenáním vystudoval bakaláře v oboru výpočetní techniky na univerzitě v Michiganu a inženýra ve stejném oboru na univerzitě ve Stanfordu. Během studia na v Michiganu, vytvořil inkoustovou tiskárnu, vyrobenou z Lego kostek. Domníval se, že je možné tisknout velké plakáty s použitím levných inkoustových kazet. Také navrhl, aby škola nahradila svou autobusovou dopravu něčím, co nazval „systém osobní rychlé přepravy“, který byl jednokolejný, v podstatě bez řidiče, s vlastním automobilem pro každého cestujícího. Během této doby taktéž vyvinul obchodní plán pro společnost, která by používala software k vybudování syntetizátoru hudby.

## Google

### 1998–2001

#### Založení
V roce 1998, Brin a Page založili Google, Inc. s počátečním názvem domény „Googol“, odvozené z čísla, které se skládá z jedničky a sto nul – což mělo reprezentovat údaje, které tento vyhledávač dokáže najít. Následně se Page jmenoval jako CEO společnosti, a Brin byl určen jako spoluzakladatel, a sloužil jako prezident společnosti Google.
Cílem této dvojky bylo: „organizovat světové informace a aby byly globálně dostupné a nápomocné“ S půjčkou jeden milion dolarů od rodiny a kamarádů, se tým eventuálně přestěhoval začátkem roku 2000 do Mountain View kanceláře. V roce 1999, Page experimentoval s menším množstvím serverových jednotek, aby mohl Google uložit více dat na čtvereční metr které byly uloženy ve skladech třetí strany, toto eventuálně vedlo k vyhledávači, který fungoval mnohem rychleji než konkurenti Googlu v té době.
V červnu 2000, Google indexoval jednu miliardu internetových URL, s čímž se stal nejvíce obsáhlou internetových vyhledávačů na webu v té době. Společnost citovala data NEC výzkumného institutu, zveřejněné 26. června, které říkali „dnes existuje více než jedna miliarda web stránek online“ s tím, že Google „poskytuje přístup na 560 milionů fulltextově indexovaných webových stránek a 500 milionů částečně indexovaných URL adres.

#### Styl řízení v začátcích
Během svého funkčního období jako CEO, Page se pustil do neúspěšného pokusu, propustit všechny projektové manažery Googlu v roce 2001. Page zdokumentoval své principy managementu pro svůj tým:
- Nedelegujte: Vše co můžete, udělejte sami, aby věci šly rychleji.
- Nestůjte v cestě pokud nepřidáváte hodnotu. Nechte lidi, kteří dělají práci, mluvit mezi sebou, dokud ty půjdeš dělat něco jiného.
- Nebuď byrokrat.
- Nápady jsou důležitější než věk. Jen proto, že někdo je junior, to neznamená, že si nezaslouží respekt a spolupráci.
- Nejhorší věc, kterou můžeš udělat, je zastavit někoho, aby neudělal něco slovy „Ne. Tečka.“ Pokud řekneš ne, musíš jim pomoci najít lepší cestu, jak to udělat.

Page věřil, že čím rychleji bude vyhledávač Google vracet odpovědi, tím více bude využíván. Také prosazoval, aby si Google ponechal čím jednodušší design domovské stránky, aby se mohly výsledky tím rychleji načítat.

### 2001–2011

#### Změny v managementu a expanze
Poté, co dva nejprominentnější investoři Silicon Valley, Kleiner Perkins Caufield & Byers a Sequoia Capital, investovali dohromady 25 milionů dolarů do Google, vytvořili tlak na Page, aby odstoupil z pozice CEO, aby mohl více zkušený vůdce vytvořit „světový manažerský tým.“ Page odstoupil z této pozice poté, co se setkal s jinými CEO jako Steve Jobs a Andrew Grove a jeho pozici převzal Eric Schmidt.
Pod vedením Schmidta, se Google začal ve velkém rozvíjet. Přece jen, stále se snažil konzultovat s Page-em a Brin-em pokud musel převzít iniciativu například v přijímání nového exekučního týmu a vytvoření řídícího systému prodejní síly. Page zůstával nadále ředitelem společnosti v očích zaměstnanců, jelikož dával schválení na příjem nových zaměstnanců a Page poskytl podpis pro IPO, čímž se stal miliardářem, když mu bylo třicet let.
Po vyhlášení v lednu 2011, Page se stal oficiálně CEO Google 4. dubna 2011 a Schmidt odstoupil na pozici výkonného předsedy. V této době měl Google přes 180 miliardový kapitál na trhu a zaměstnával více než 24000 zaměstnanců.

### 2011–2013
Jako nový CEO Googlu, Page-ovy dva důležité cíle byly vytvoření větší autonomie pro manažery, kteří dohlíželi na nejdůležitější divize, a vyšší level spolupráce, komunikace a jednoty mezi týmy. Page také vytvořil co média nazvali „L-team“ skupinu seniorských vice-prezidentů kteří se odpovídali přímo jemu a pracovali v blízkosti jeho kanceláře po část pracovního týdne. Dále, restrukturizoval senior management společnosti, a dosadil něco jako CEO manažera na vrchol nejdůležitějších produktových divizí Googlu, jako YouTube, AdWords a Google Search.

### 2013–2015
V září 2013, Page zahájil nezávislou Calico iniciativu, a R & D projekt v oblasti biotechnologie. Google prohlásil, že Calico se snaží vytvářet inovace a zlepšení v oblasti lidského zdraví a jmenoval Art Levinsona jako CEO nové divize. Page-ové oficiální vyjádření obsahovalo následující: „Nemoc a stárnutí ovlivňuje všechny naše rodiny. V delším časovém horizontu, ve velkém myšlení v oblasti zdravotní péče a biotechnologie, věřím že můžeme zlepšit miliony životů.“
Page oznámil velkou restrukturalizaci v managementu v říjnu 2014, aby nemusel být zodpovědný den co den za rozhodnutí spojené s produktem. Page řekl, že hlavní byznys Googlu by mohl pokročit v typickém chování, zatímco on by se mohl soustředit na další generaci ambiciózních projektů, včetně Google X iniciativ, Google Fiber, smart-home automatizaci přes Nest Labs a biotechnologické inovace pod Calico.

## Členství a ocenění
Page je společně s např. Elonem Muskem jedním z hlavních členů nadace technologického rozvoje X Prize. V roce 2004 byl také zvolen do americké Národní akademie inženýrství a získal Marconiho cenu, kterou každoročně udílí Marconiho nadace. Tato cena je udílena za pokroky v komunikaci.
Larry Page je také investorem ve společnosti Tesla Motors a s pomocí filantropické větve Google.org investuje do obnovitelných zdrojů energií a podporuje přijetí hybridních elektrických vozidel a dalších druhů alternativních pohonů.
Na konci roku 2014 byl časopisem Fortune jmenován „Obchodníkem roku“ a také byl „prohlášen“ nejodvážnějším ředitelem. V říjnu 2015 byl americkým časopisem Forbes zvolen „Nejpopulárnějším ředitelem Ameriky“ v anketě hlasování zaměstnanců.
Na začátku roku 2016 je Larry Page dle Indexu miliardářů společnosti Bloomberg 11. nejbohatší muž na světě s odhadovaným čistým jměním 39,1 miliardy $.

## Citáty
- If you're changing the world, you're working on important things. You're excited to get up in the morning. (Když měníte svět, tak pracujete na důležitých věcech. Ráno vstáváte nadšení)[5]
- Lots of companies don't succeed over time. What do they fundamentally do wrong? They usually miss the future. (Spousta společností v průběhu doby neuspěje. Co dělají vlastně špatně? Většinou se minou s budoucností)[5]